# Miss Paesi Bassi
Miss Paesi Bassi (Miss Nederland) è un concorso di bellezza nazionale rivolto alle donne non sposate dei Paesi Bassi.
Prima della seconda guerra mondiale, esisteva un concorso chiamato Miss Paesi Bassi, le cui vincitrici e finaliste avevano la possibilità di rappresentare il proprio paese ai concorsi internazionali Miss Europa e Miss Universo. La competizione è stata svolta per la prima volta nel 1929 presso il teatro Tuschinsky  di Amsterdam, promossa dalla rivista Het Leven.
Interrotto a causa della guerra, il concorso ripartì nel 1959 con lo stesso nome, continuando sino al 1989. Le vincitrici e le finaliste del concorso potevano partecipare a Miss Universo, Miss Europa ed in rare occasioni a Miss Mondo.
Nel 1989 il concorso è passato in mano all'organizzazione Miss Nederland Organisatie ed ha assunto l'attuale nome di Miss Paesi Bassi. In questo concorso vengono determinate tutte le rappresentanti dei Paesi Bassi per i concorsi internazionali come Miss Europa, Miss Mondo e Miss Universo. Soltanto la candidata per Miss Terra viene selezionata attraverso un concorso separato, che è appunto Miss Terra Paesi Bassi.

## Albo d'oro

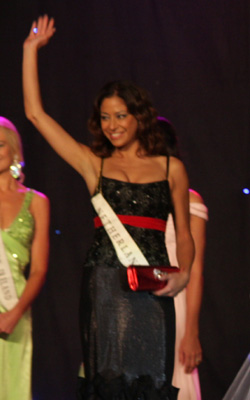
Carmen Kool, Miss Mondo Paesi Bassi 2008.

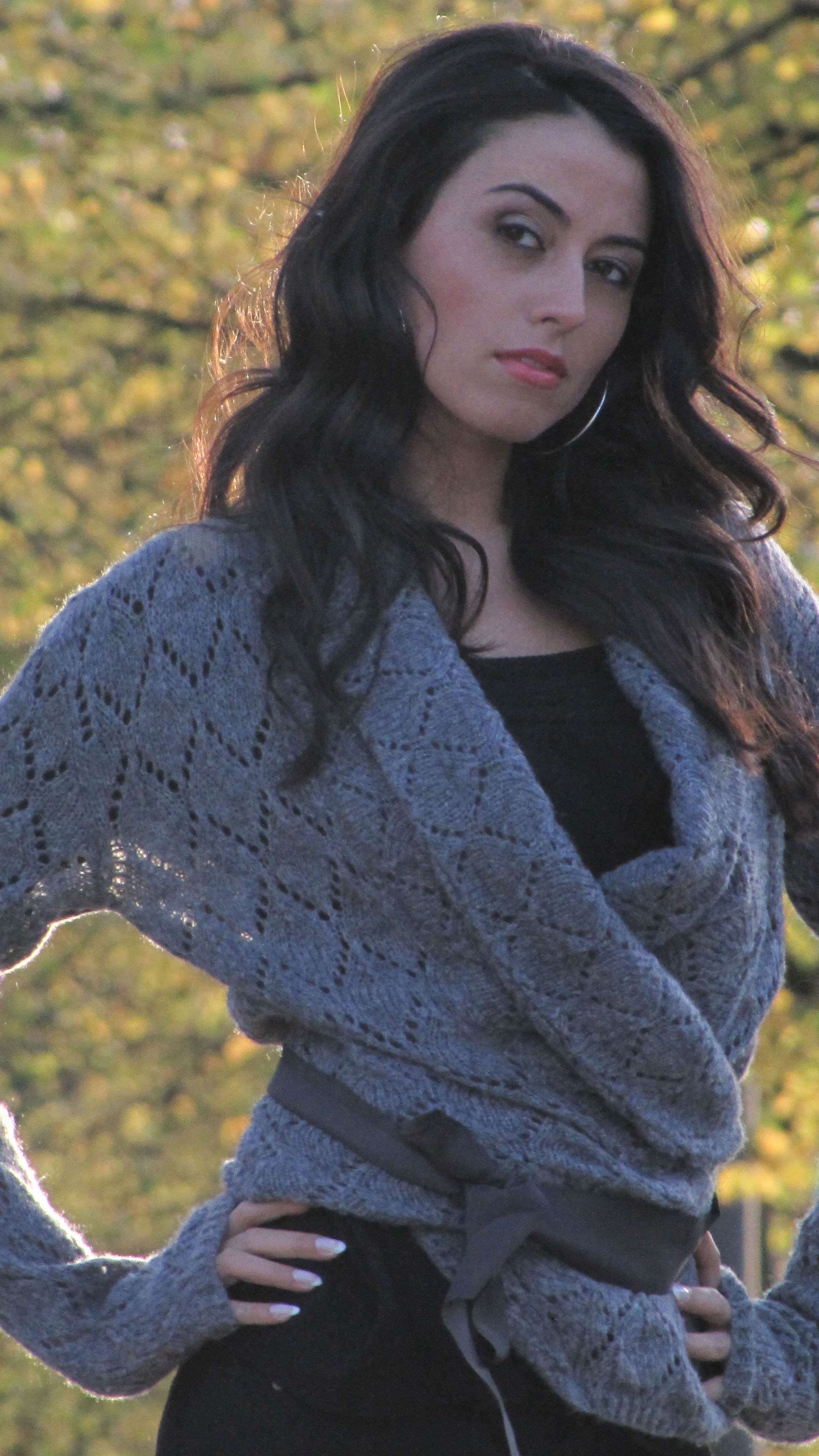
Deniz Akkoyun, Miss Paesi Bassi 2008.

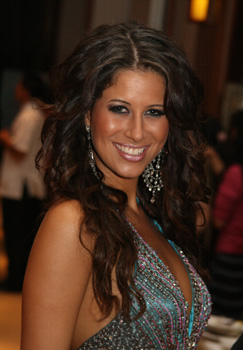
Melissa Sneekes, Miss Paesi Bassi 2007.

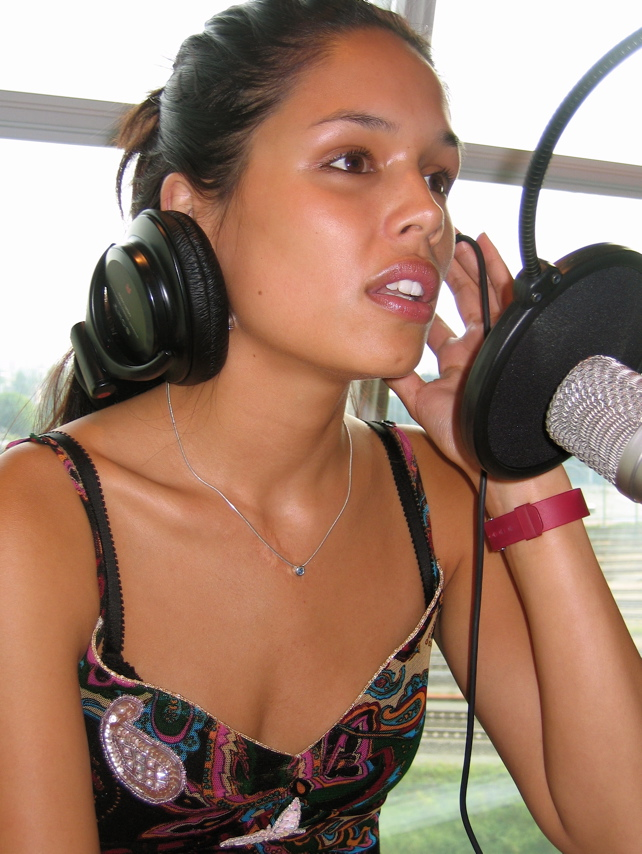
Sheryl Bass, Miss Paesi Bassi 2006.

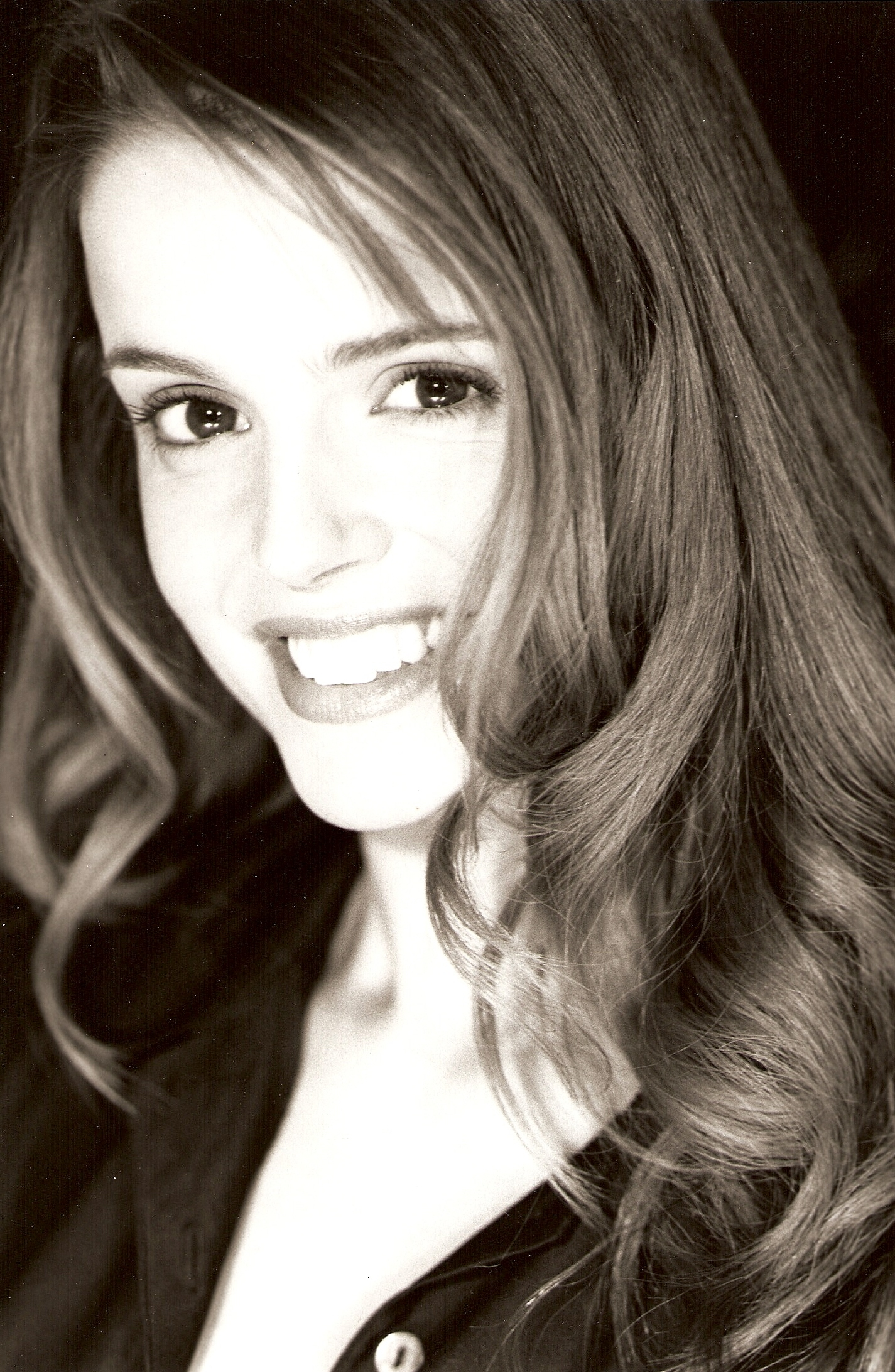
Didie Schackman, Miss Paesi Bassi 1995.

### Miss Paesi Bassi
| Anno | Vincitrice                                |
| ---- | ----------------------------------------- |
| 1929 | Jopie Koopman                             |
| 1930 | Rie van der Rest                          |
| 1931 | Marie Lelyveld                            |
| 1932 | Corrie Geels                              |
| 1934 | Sonja Coers                               |
| 1935 | Stella Elte                               |
| 1936 | Mia Kramer                                |
| 1937 | Elsie Schimpf                             |
| 1950 | Hilda Lisman                              |
| 1951 | Betty Drosdy                              |
| 1952 | Yvonne Meyer                              |
| 1953 | [Stanny] Sandy Weyers                     |
| 1954 | Conny Harteveld                           |
| 1955 | Angelina Kalkhoven                        |
| 1956 | Rita Schimdt                              |
| 1957 | Corinne Rottschaefer [Corine Rottschafer] |
| 1958 | Lucienne Struve                           |
| 1959 | Peggy Erwich                              |
| 1960 | [Ansje] Ans Schoon                        |
| 1961 | [Annemarie] Anne Marie Brink              |
| 1962 | [Rina] Catharina Lodders                  |
| 1963 | Godelieve Stassen [Sassen]                |
| 1964 | Elly Tibina Koot                          |
| 1965 | [Anja, Amja] Anna Maria Schuit            |
| 1966 | Margo Domen                               |
| 1967 | Irene van Campenhout                      |
| 1968 | Marjolein Abbink [Abbing]                 |
| 1969 | Welmoed Hollenberg                        |
| 1970 | Maureen Renzen                            |
| 1971 | Laura Mulder-Smid                         |
| 1972 | Jenny ten Wolde                           |
| 1973 | Yildiz de Kat                             |
| 1974 | Nicoline Broeckx                          |
| 1975 | Linda Snippe                              |
| 1975 | Cora Kitz                                 |
| 1976 | Lucie Visser                              |
| 1976 | Nanny Nielen                              |
| 1977 | Sharine Leenders                          |
| 1977 | Ineke Berends                             |
| 1978 | Karin Ingrid Gustafsson                   |
| 1978 | Jaqueline Hartog                          |
| 1979 | Eunice Bharatsingh                        |
| 1980 | Karin Gooyer                              |
| 1981 | Ingrid Schouten                           |
| 1982 | Brigitte Dierickx                         |
| 1983 | Nancy Lalleman Heynis                     |
| 1984 | Nancy Neede                               |
| 1985 | Pasquale Sommers                          |
| 1985 | Mandy Jacobs                              |
| 1986 | Janny ter Velde                           |
| 1987 | Angelique Cremers                         |
| 1988 | Angela Visser                             |
| 1988 | Nandy Hendrikx                            |
| 1989 | Stephanie Halenbeek                       |

| Anno | Miss Paesi Bassi                 | Rappresentante per Miss Universo | Rappresentante per Miss Mondo |
| ---- | -------------------------------- | -------------------------------- | ----------------------------- |
| 1989 | Liesbeth Caspers                 |                                  |                               |
| 1990 | Gabriëlle Stap                   |                                  |                               |
| 1991 | Linda Egging                     | Paulien Huizinga                 |                               |
| 1992 | Gaby van Nimwegen                | Vivian Jansen                    |                               |
| 1993 | Hilda van der Meulen [Vermeulen] | Angelique van Zaalen             |                               |
| 1994 | Yoshka Bon                       | Irene van der Laar               |                               |
| 1995 | Didie Schackman                  | Chantal van Woensel              |                               |
| 1996 | Petra Hoost                      | Marja de Graaf                   |                               |
| 1997 | Sonja Silva                      | Non disputato                    |                               |
| 1998 | Nerena Ruinemans                 | Jacqueline Rotteveel             |                               |
| 1999 | Ilona van Veldhuisen             | Gisela Ballensiefen              |                               |
| 2000 | Raja Moussaoui                   | Chantal van Roessel              |                               |
| 2001 | Irena Pantelic                   | Reshma Roopram                   |                               |
| 2002 | Elise Boulogne                   | Kim Kötter                       |                               |
| 2003 | Sanne de Regt                    | Tessa (Amber) Brix               |                               |
| 2004 | Miranda Slabber                  | Lindsay (Grace) Pronk            |                               |
| 2005 |                                  | Sharita Sopacua                  |                               |
| 2006 | Sheryl Baas                      |                                  |                               |
| 2007 | Melissa Sneekes                  |                                  |                               |
| 2008 | Deniz Akkoyun                    | Charlotte Labee                  | Carmen Kool                   |
| 2009 | Avalon-Chanel Weyzig             | Avalon-Chanel Weyzig             |                               |
| 2010 | Desiree van der Berg             | Desiree van der Berg             |                               |
| 2011 | Kelly Weekers                    | Kelly Weekers                    | Jill Lauren de Robles         |
| 2012 |                                  | Nathalie den Dekker              | Nathalie den Dekker           |
| 2013 |                                  | Stephanie Tency                  | Jacqueline Steenbeek          |

### Miss Terra Paesi Bassi
| Anno | Vincitrice             |
| ---- | ---------------------- |
| 2004 | Saadia Himi            |
| 2005 | Dagmar Saija           |
| 2006 | Sabrina van der Donk   |
| 2007 | Milou Verhoeks         |
| 2008 | Melanie de Laat        |
| 2009 | Sabrina Anijs          |
| 2010 | Desiree van den Berg   |
| 2011 | Jill Duijves           |
| 2012 | Shauny Wilhelmina Bult |